# Zanilia Zhao

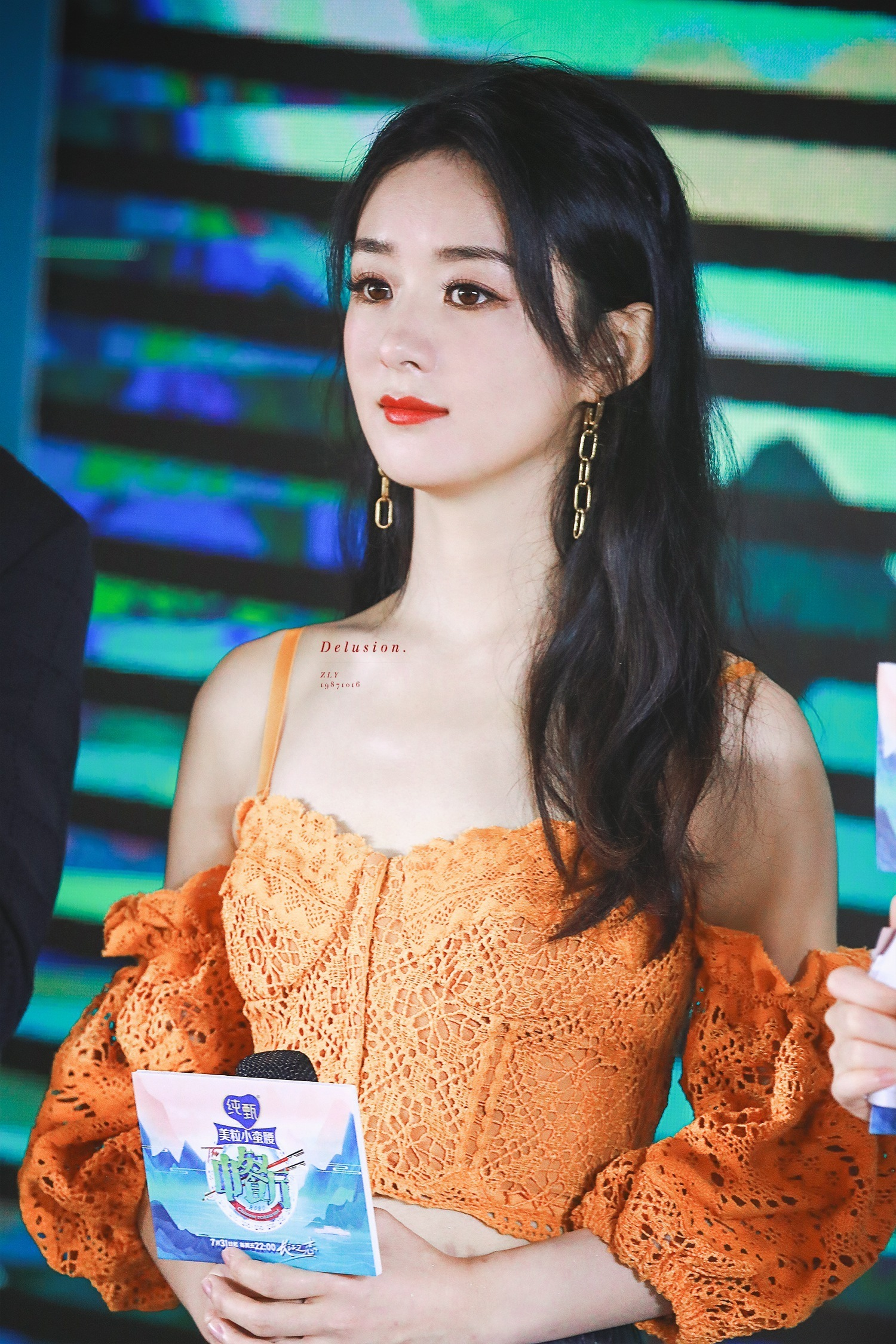
Zanilia Zhao (2020)

Zanilia Zhao (eigentlich Zhao Liying; chinesisch 趙麗穎 / 赵丽颖, Pinyin Zhào Lìyǐng; * 16. Oktober 1987 in Lángfāng, Hebei) ist eine chinesische Schauspielerin.

## Leben
Zhao ist Absolventin der Langfang School of Electronic Information Engineering und besuchte anschließend eine Schauspielschule. Seit 2018 ist sie mit dem chinesischen Schauspieler Feng Shaofeng verheiratet. Das Paar hat ein gemeinsames Kind.
Sie begann ab 2010 durch Charakterrollen in verschiedenen chinesischen Fernsehserien mit dem Schauspiel. 2015 wurde sie durch eine der Hauptrollen in der Fernsehserie The Journey of Flower einem breiten Publikum bekannt. Im Folgejahr übernahm sie die weibliche Hauptrolle im Spielfilm The Rise of a Tomboy und war in insgesamt 55 Episoden der Fernsehserie The Legend of Chusen zu sehen. Weitere größere Fernsehserienrollen übernahm sie in Princess Agents, 72 Floors of Mystery und The Story of Ming Lan.

## Filmografie (Auswahl)
- 2010: The Firmament of Pleiades (Cang qiong zhi mao/苍穹之昴) (Fernsehserie)
- 2010: Girl in Blue (Fernsehserie, 10 Episoden)
- 2011: Palace 2 (Fernsehserie)
- 2012: Cuo Dian Yuan Yang (Fernsehserie)
- 2013: Lu Zhen Chuan Qi (Fernsehserie)
- 2013: The Palace (Gong suo Chenxiang)
- 2013: Xi Die Yuan Yang (Fernsehserie)
- 2014: Boss and Me (Fernsehserie)
- 2015: Crazy New Year’s Eve (Yi lu jing xi/一路惊喜)
- 2015: Best Get Going (Fernsehserie)
- 2015: The Journey of Flower (Hua qian gu/花千骨) (Fernsehserie, 58 Episoden)
- 2015: The Legend of Zu (Fernsehserie)
- 2016: The Rise of a Tomboy
- 2016: The Mystic Nine (Lao Jiu Men) (Fernsehserie)
- 2016: Days of Our Own (我们的十年)
- 2016: Rookie agent rouge (Fernsehserie, Episode 1x01)
- 2016: The Legend of Chusen (青云志) (Fernsehserie, 55 Episoden)
- 2016: Luxury Era (She hua shi dai) (Fernsehserie)
- 2017: Duckweed (Cheng feng po lang/乘风破浪)
- 2017: Master Kong: Kang Shi Fu Jasmine Love (Kurzfilm)
- 2017: Princess Agents (Chu Qiao zhuan/楚乔传) (Fernsehserie, 67 Episoden)
- 2017: Eternal Wave (Mi zhan/密战)
- 2017: 72 Floors of Mystery (Fernsehserie, 10 Episoden)
- 2018: The Monkey King 3 (Xi you ji zhi nü er guo/西游记．女儿国)
- 2018: Our Glamorous Time (Ni he wo de qing cheng shi guang) (Fernsehserie)
- 2018–2019: The Story of Ming Lan (Zhi fou zhi fou ying shi lü fei hong shou/知否知否应是绿肥红瘦) (Fernsehserie, 73 Episoden)
- 2020: Legend of Fei (Fernsehserie)